# Трафик на хора
Трафикът на хора е търговия с хора с цел принудителен труд, сексуално робство или търговска сексуална експлоатация. Трафикът на хора може да се случи в рамките на дадена държава или транснационално. Той се различава от контрабандата на хора (напр. при незаконните мигранти), която се характеризира със съгласието на лицето, което е незаконно прекарано.
Трафикът на хора се осъжда като нарушение на човешките права от международните конвенции, но правната защита варира в световен мащаб. Практиката има милиони жертви по целия свят.

## Видове трафик на хора
Споразуменията за трафик понякога са структурирани като трудов договор, но без заплащане или с ниско заплащане или при условия, които са силно експлоатиращи. Те могат също да бъдат структурирани като дългово робство, като на жертвата не е разрешено или не е в състояние да изплати дълга. То може да включва осигуряване на съпруг в контекста на принудителен брак или извличане на органи или тъкани, включително за сурогатно майчинство и отстраняване на яйцеклетки.
Основните видове трафик на хора са:
- Трафик на деца
- Секс трафик (жертви на сводничество)
- Принудително всътпване в брак
- Трафик на работна сила, който може да включва робство до изкупване на дълг, принудителен дълг, робство до излежаване на присъда и др.

- Трафик на органи
- Измамнически фабрики